# En rutten värld
En rutten värld (engelska: The Super) är en amerikansk komedifilm från 1991, regisserad av Rod Daniel och med manus av Sam Simon. Filmen handlar om en hyresvärd i New York (Joe Pesci) som döms att bo i ett av sina förslummade hus tills det renoveras. Det var den sista filmen i vilken Vincent Gardenia framträdde. Filmen gick dåligt på bio och fick dåliga recensioner.

## Rollista
- Joe Pesci - Louie Kritski
- Vincent Gardenia - Big Lou Kritski
- Ruben Blades - Marlon
- Madolyn Smith - Naomi Bensinger
- Stacey Travis - Heather
- Carole Shelley - Irene Kritsky
- Kenny Blank - Tito
- Steven Rodriguez - Pedro
- Beatrice Winde - Leotha
- Eileen Galindo - Linda Diaz